# 문어 (음식)

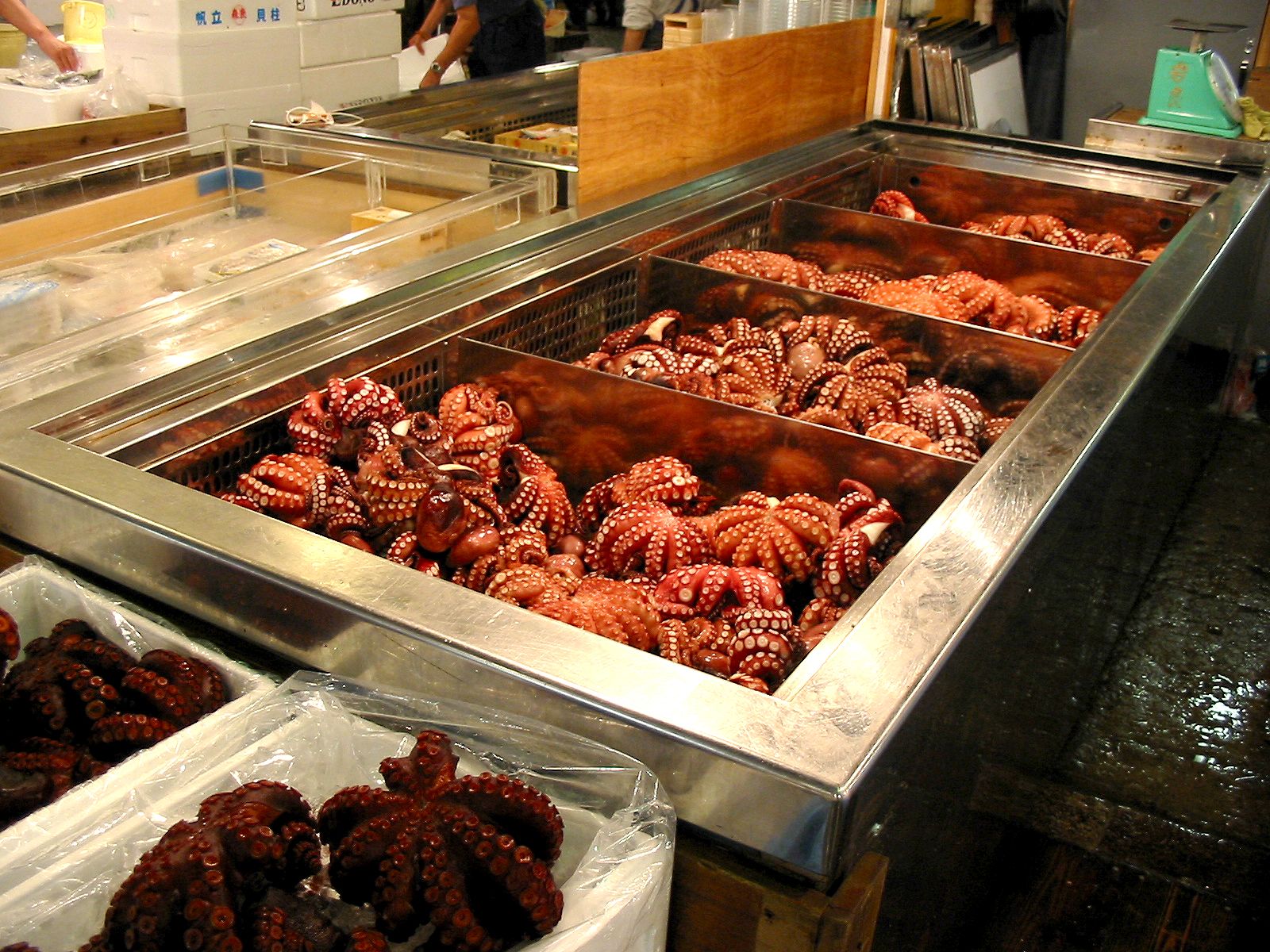
쓰키지 시장에서 판매되는 문어

일부 문화권의 사람들은 문어를 먹는다. 팔과 때로는 기타 신체 부위는 종 및 지역에 따라 다양한 방식으로 준비된다.
문어는 때때로 산 채로 먹거나 준비하는데, 이는 문어가 고통을 겪는다는 과학적 증거 때문에 논란의 여지가 있는 관행이다.

## 지역별 요리

### 일본
문어는 스시, 사시미, 가라아게, 스튜, 신 샐러드, 타코야키, 아카시야키 등 일본 요리의 일반적인 재료이다.
타코야키는 밀가루 반죽을 반죽하여 만든 공 모양의 스낵으로, 특별한 타코야키 팬에 구워진다. 일반적으로 다지거나 잘게 썬 문어, 튀김 찌꺼기(텐카스), 절인 생강, 파로 속을 채운다. 타코야키에는 우스터 소스와 비슷한 타코야키 소스와 마요네즈를 발라 먹는다. 그런 다음 다코야키에 작은 김 조각과 말린 가다랑어 부스러기를 뿌린다.

### 한국
대왕문어, 긴팔문어, 주렁이문어는 한국 요리의 흔한 식재료이다.
한국에서는 일부 작은 종을 참신한 식품으로 생으로 먹는 경우도 있다. 생문어는 보통 잘게 썰어 소금과 참깨로 재빨리 양념을 한 뒤 꿈틀거리며 먹는다.
낙지볶음은 한국에서 또 다른 인기 있는 요리이다. 문어를 잘게 썰어서 볶은 음식의 일종이다.

### 몰디브
미루훌리 보아바(Miruhulee boava)는 문어 촉수를 카레 잎, 칠리, 마늘, 정향, 양파, 후추, 코코넛 오일과 함께 끓인 몰디브 별미이다.

### 모리셔스
모리셔스와 로드리게스에서는 모리셔스 크리올어 이름 "Ourite"로 알려진 문어가 모리셔스 해역에서 풍부하게 발견되기 때문에 특히 해안 지역에서 흔히 먹지만 최근 급격한 감소가 관찰되었다. 인기 있는 문어 요리로는 마살라 문어 카레나 "Daube"라고 알려진 매콤한 토마토 소스에 삶은 문어가 있다.

### 멕시코
바하 캘리포니아에서는 문어를 단독으로 구워 먹거나 타코, 토스타다, 세비체에 곁들여 먹는 경우가 많다.

### 그리스
그리스 섬의 흔한 풍경은 마치 빨랫줄에 빨래를 걸듯이 밧줄에 햇빛을 받아 문어가 매달려 있는 모습이다. 해안 근처에서 창낚시로 잡히는 경우가 많다. 어부는 먹이를 땅으로 가져오고 시체를 돌 표면에 두드려서 살을 부드럽게 만든다. 이렇게 처리된 후, 말린 다음, 뜨겁게 또는 차갑게 구워서 샐러드에 넣어 제공된다. 일반적인 준비 기술에는 올리브 오일, 마늘 정향, 오레가노, 후추, 레몬 주스 등 고전적인 그리스 향신료와 조미료가 포함된다. 전체적으로 문어는 특히 우조와 함께 최고의 메즈로 간주된다.

### 스페인
문어는 스페인 문화에서 매우 흔한 음식이다. 스페인 갈리시아 지역에서는 폴보 아 페이라(시장 박람회 스타일의 문어)가 현지 별미이다. 이 요리를 전문으로 하거나 제공하는 레스토랑을 풀페리아스(Pulperías)라고 한다.

### 포르투갈
포르투갈에서는 문어를 라가레이로(à lagareiro, 올리브 오일 밀러 스타일 - 감자, 허브, 양파, 마늘, 올리브 오일과 함께 구운 것)로 먹거나 쌀, 콩과 함께 끓이거나(arroz de polvo) 빵가루를 입힌 다음 튀김과 함께 먹는다.

### 튀니지
문어는 튀니지 요리와 같은 지중해 요리에서 흔히 볼 수 있는 음식이다.
튀니지의 제르바(Djerba) 섬과 케르켄나(Kerkennah) 섬에서는 현지인들이 밤에 안전한 곳에 숨어 있는 문어의 습성을 이용하여 문어를 잡는다. 저녁에는 회색 도자기 화분을 해저에 올려 놓는다. 다음날 아침 그들은 거기에 보호되어 있는 문어가 있는지 확인한다. 또한 다른 마그레브 지역과 달리 문어를 포함한 해산물은 튀니지에서 구이, 구이, 쿠스쿠스, 파스타 또는 초르바에 광범위하게 사용된다.

### 튀르키예
튀르키예에서는 문어가 메제의 식품 재료로 널리 사용된다. 생선 레스토랑에서는 문어 샐러드(ahtapot salatası)가 가지와 함께 가장 인기 있는 차가운 메즈 중 하나이다. 그릴에 굽거나 캐서롤로 조리할 수도 있으며 뜨겁게 조리할 수도 있다.

### 미국
문어는 하와이에서 정기적으로 먹는다. 인기 있는 요리 중 상당수가 아시아 요리이기 때문이다. 현지에서는 인기 있는 낚시 미끼이기도 하다.

## 같이 보기
- 해산물
- 오징어 (음식)